# Hälle IF
Hälle IF är en friidrottsförening från Ljungskile. Bland andra Mustafa Mohamed, Meraf Bahta, Samrawit Mengsteab och Linn Nilsson tävlar för föreningen. Ulf Friberg, som grenutvecklingsansvarig för  medel- och långdistanslöpning på uppdrag av Svenska Friidrott samt landslagsledare, är huvudtränare i Hälle IF. Föreningen startades som en kvartersklubb 1973 och har utvecklats till en av Sveriges bästa friidrottsklubbar inom medel- och långdistanslöpning. Idag har föreningen ca. 450 medlemmar och har vuxit till en av västsveriges största klubbar. 2017 startade Hälle IF tillsammans med Thordénstiftelsen en juniorakademi med syfte att hjälpa junioraktiva ta steget upp i senioreliten. Sedan dess har föreningens junior och seniorverksamhet utvecklats snabbt och 2020 tog föreningen flest medaljer på SM i löpgrenarna. 

## Tävlande för klubben
- Mustafa Mohamed
- Meraf Bahta (Tidigare, numera Ullevi)
- Linn Nilsson
- Samrawit Mengsteab (Tidigare, numera Örgryte IS)
- Samuel Pihlström
- Samuel Tsegay (Tidigare, numera Örgryte IS)
- Oskar Käck
- Joel Bodén
- Emil Wingstedt (flerfaldig VM-guldmedaljör i orientering)
- Oskar Svärd (trefaldig vinnare av Vasaloppet)
- Rizak Dirshe (tidigare, numera Malmö AI)
- Benjamin Åberg
- Anton Gustafsson
- Arvid Öhrn
- Petter Svensson
- Oscar Wanemark
- Olle Ahlberg
- Anders Grahl
- Daniel Cullin
- Anders Bergman
- Robert Alexandersson
- Olle Meijer (vinnare av Ultravasan 2023 och 2024 samt svensk rekordhållare på 100km[2])